# Helenevej (Frederiksberg)
Helenevej er en blind sidevej til Bülowsvej over for Landbohøjskolen på Frederiksberg ved København.
Vejen blev den 19. maj 2014 indviet som en af landets første klimaveje, en nedsivningsvej.
Allerede før det store skybrud 2. juli 2011 var det hensigten at renovere Helenevej, men det fremskyndede tanken om at udføre et pilotprojekt. Vejen er ikke særlig lang, og området havde vist sig belastet ved store regnmængder, og da vejen er let skrånende, forstærkes problemet nedstrøms i kloaksystemet. Man vurderede derfor at det kunne være billigere at håndtere vandet lokalt frem for at udbygge kloaknettet.
I alt har pilotprojektet kostet godt 900.000 kroner, men da Helenevej alligevel skulle have renoveret kloakker, viste drænløsningen sig at være billigere.
Løsningen blev en belægning med små kvadratiske fliser, ca. 20x20 cm med fuger fyldt med småsten eller skærver, så vandet hurtigt kan sive gennem et underliggende lag af drængrus på ca. 40 cm til fire kamre som opsamler regnvandet der så langsomt siver videre til undergrunden. Anlægget er dimensioneret til en såkaldt 100-års-hændelse.
Ved indvielsen den 19. maj 2014 var brandvæsenet til stede med deres store sprøjter for at demonstrere vejens evne til at bortlede store vandmængder.